# Hoàng Hưng Quốc
Hoàng Hưng Quốc (Trung văn giản thể: 黄兴国; Trung văn phồn thể: 黃興國; pinyin: Huáng Xīngguó; sinh năm 1954) nguyên Thị trưởng Chính phủ Nhân dân thành phố Thiên Tân; từ tháng 12 năm 2014 đến tháng 9 năm 2016, ông cũng là quyền Bí thư thành ủy Thiên Tân. Hoàng Hưng Quốc xuất thân từ tỉnh Chiết Giang; và trước đó là bí thư thành ủy Ninh Ba, bí thư thành ủy Thái Châu.

## Tiểu sử
Sinh tháng 10 năm 1954 ở huyện Tượng Sơn, tỉnh Chiết Giang, ông vào đảng Cộng sản Trung Quốc năm 1973. Giữa 1983-1987, ông là bí thư huyện ủy Tượng Sơn. Ông chuyển đến Thái Châu tháng 7 năm 1987, giữ chức phó bí thư thành ủy, sau đó là là bí thư thành ủy Thái Châu.
Tháng 1 năm 1998, ông giữ chức phó tỉnh trưởng Triết Giang, thường vụ tỉnh ủy Triết Giang, sau đó là bí thư thành ủy Ninh Ba. 
Tháng 11 năm 2003, ông làm phó bí thư thị ủy Thiên Tân, phó thị trưởng thường trực ủy ban nhân dân thành phố Thiên Tân. Tháng 12 năm 2007, nguyên thị trưởng Thiên Tân Đái Tương Long xin từ chức, ông được bầu làm quyền thị trưởng Thiên Tân. Tháng 1 năm 2008, ông được chính thức làm thị trưởng Thiên Tân.
Ngày 30 tháng 12 năm 2014, ông được bầu làm bí thư thành ủy Thiên Tân.
Ông là ủy viên dự khuyết Trung ương đảng Cộng sản Trung Quốc khóa 16, 17, ủy viên Trung ương đảng khóa 18.